# Le Grand Silence (film, 2005)
Pour les articles homonymes, voir Le Grand Silence.
Pour plus de détails, voir Fiche technique et Distribution.
Le Grand Silence (Die große Stille) est un documentaire franco-helvéto-allemand réalisé par Philip Gröning sur les moines de la Grande Chartreuse, sorti en 2005.

## Synopsis
Le projet initial date de 1984, lorsque Philip Gröning envoie une demande au monastère pour leur proposer de les filmer. Les Chartreux ne l'ont rappelé qu'en 1999, lui donnant finalement leur accord. Le cinéaste a vécu six mois parmi eux en 2002-2003, dans la discrétion la plus grande, accumulant 120 heures d'images. Il en résulte un film d'une durée de 2 heures 42, sans dialogues ou presque (généralement des prières), sans musique additionnelle, sans commentaire, sans autres bruits que ceux produits par les gestes du quotidien, sans autres voix que celles relevant de l'accomplissement du rite.

## Description du film
Les scènes de la prise d'habit des novices sont les seules qui présentent une certaine cohérence narrative. En dehors d'elles, le montage mêle, sans ordre précis ni éléments qui permettent de les identifier, tantôt des scènes de la vie solitaire des pères chartreux, tantôt des séquences de la vie des frères, tantôt des vues de la vie communautaire, pris de moments différents de l'année et de la journée, et montés sans respecter leur ordre naturel. 
La mise en évidence de certains plans de  la vie de cellule, davantage « jouée », focalisent l'attention sur les choix personnels des moines filmés, novices ou jeunes profès, qui ne sont pas nécessairement représentatifs et dont certains ont  quitté l'ordre moins de deux ans après le tournage. D'après les bonus du DVD, plusieurs moines plus expérimentés ont refusé d'être filmés.

## Appendices au film dans l'édition DVD collector
La sortie du film en DVD collector offre en plus du film diffusé en salle quelques bonus, dont une version sonore d'un office de nuit à la Grande Chartreuse, mais sans aucune image de la communauté. Il s'agit d'un montage composite fait de plusieurs offices de jours différents assemblées (matines du 8e dimanche après la Pentecôte, suivies des laudes de la fête de saint Romuald (commun des moines).
La prise de son rend cependant parfaitement la belle et profonde sonorité des offices de nuit cartusiens. Le rythme rapide de certains répons résulte d'une interprétation propre à la Grande Chartreuse de la coutume de l'ordre qui veut que l'office de nuit soit chanté « à voix vive et ronde » ; d'autres maisons de l'ordre respectent davantage un mouvement plus retenu des phrases grégoriennes.
Le son est accompagné de prises de vue des livres de chœur, de sorte qu'il est possible de suivre tout le texte de l'office. Ici encore il s'agit d'un montage, réalisé en dehors du chœur, avec de continuels changements de plan et un cadrage  qui ne permet pas de suivre le texte de l'office, celui-ci étant tronqué.

## Fiche technique
- Titre original : Die Große Stille
- Titre anglais : Into Great Silence
- Réalisation, scénario, image, montage : Philip Gröning
- Production : Philip Gröning, Elda Guidinetti, Andres Pfäffli et Michael Weber
- Sociétés de production : arte, Bavaria-Filmkunst Verleih GmbH, Bayerischer Rundfunk (BR), Cine Plus, Philip-Gröning-Filmproduktion, Televisione Svizzera Italiana, Ventura Film, ZDF
- Son et musique : Philip Gröning et Michael Busch
- Pays d'origine :  Allemagne,  France,  Suisse
- Langue originale : français
- Format : couleur - 35mm (projection) - 8mm et Vidéo HDTV (tournage) - 1,85:1 - Dolby Digital
- Genre : documentaire
- Durée: 2h42
- Dates de sortie :
  - Italie : 4 septembre 2005 (Mostra de Venise)
  - Canada : 11 septembre 2005 (Festival de Toronto)
  - Allemagne : 10 novembre 2005
  - Suisse : 22 novembre 2005 (régions germanophones)
  - France : 8 juillet 2006 (Festival Paris Cinéma), 20 décembre 2006 (sortie nationale)
  - Belgique : 13 septembre 2006
  - États-Unis : 28 février 2007 (New York)

## Distinctions
- Prix du cinéma européen 2006: Meilleur documentaire
- Festival du film de Sundance 2006: Prix spécial du jury